# 1878 en Lorraine
Chronologie de la Lorraine
- 1874
- 1875
- 1876
- 1877
- 1878
- 1879
- 1880
- 1881
- 1882

Cette page est une liste d'événements qui se sont produits durant l'année 1878 en Lorraine.

## Événements

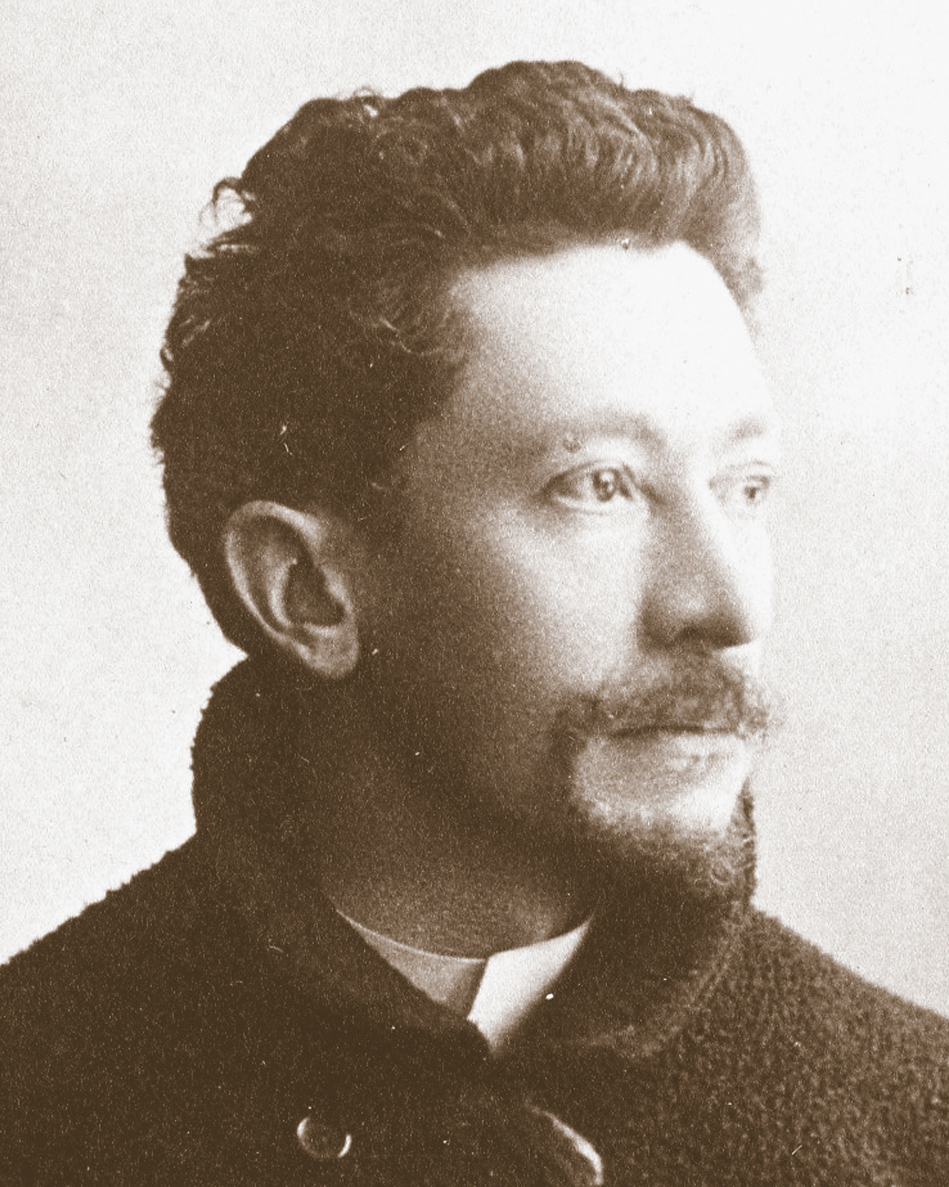
Émile Gallé

- Émile Gallé participe à l'Exposition universelle de 1878. Sa renommée s'étend au monde entier et il obtient quatre médailles d'or[1].
- Jean Daum achète la verrerie Sainte-Catherine à Nancy[2].
- Mise en service de la Ligne ferroviaire d'Aillevillers à Plombières-les-Bains[3].
- élus députés de la Meuse :
  - Eugène Billy[4], qui siège jusqu'à son décès le 20 novembre 1878. Inscrit à la gauche de l'Assemblée, il vote avec les républicains pour le retour de l'Assemblée à Paris et contre le ministère de Broglie.

- 25 avril : mise en service de la section Aillevillers-Lure de la ligne de chemin de fer de Blainville - Damelevières à Lure, ligne devenu nécessaire après l'annexion de l'Alsace-Lorraine..

## Naissances

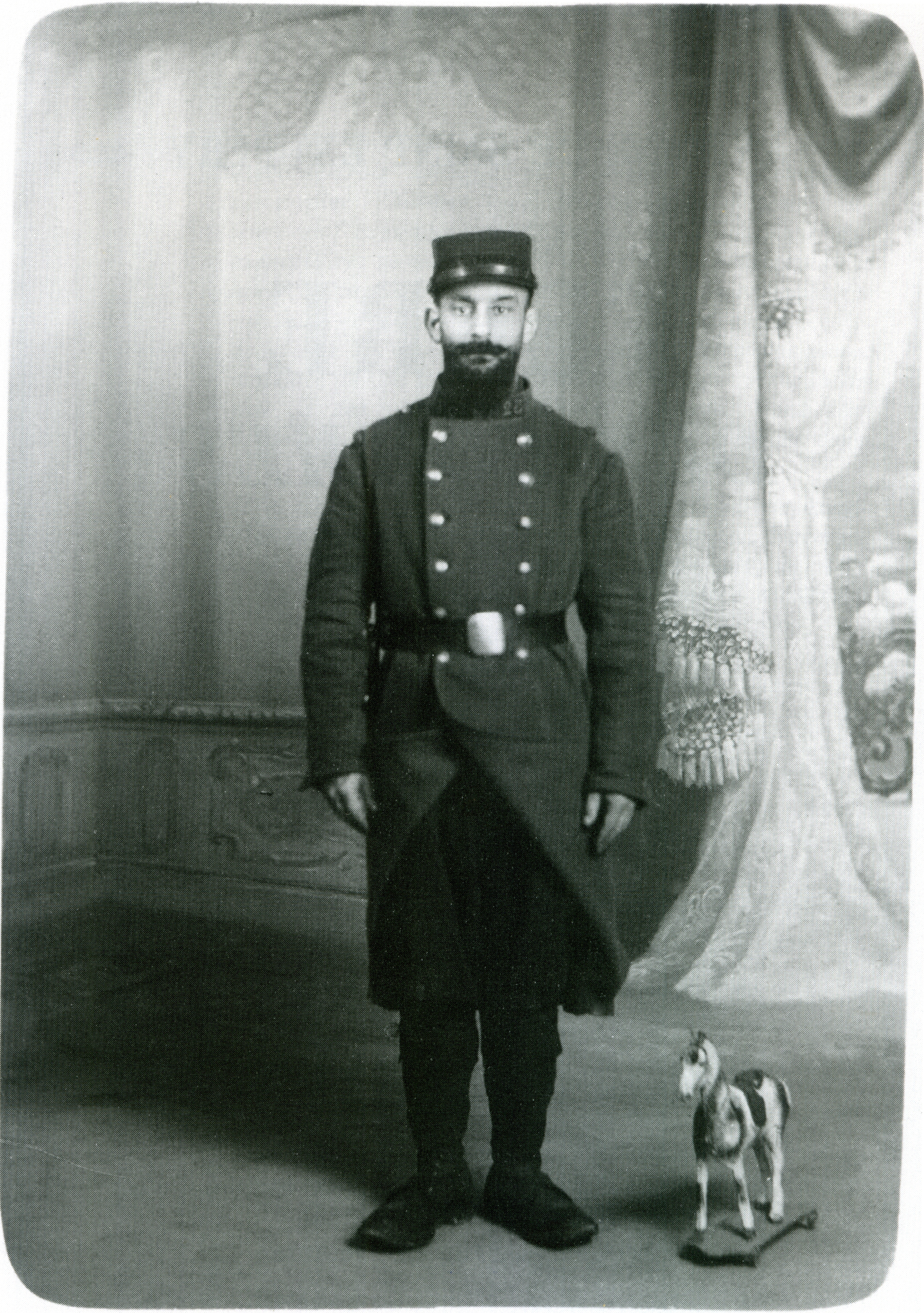
Leon Werth, 1914.

- Eduard-Hermann Heppe (1878 - 1938), architecte allemand. Il fut actif en Lorraine et en Rhénanie au début du XXe siècle[5]. Il voit le jour à Sarreguemines[6], en Lorraine annexée. Architecte, il publie régulièrement dans la revue savante la Société d'histoire et d'archéologie de la Lorraine[7], où ses talents de dessinateur sont appréciés.
- 17 janvier à Saint-Dié-des-Vosges : Pierre Neumeyer, mort le 1er février 1960 à Paris, syndicaliste français, dirigeant confédéral de la CGT puis de FO.
- 26 janvier à Metz : Bernhard Möllers  (décédé en 1945), médecin militaire allemand, en activité dans la première moitié du XXe siècle. Hygiéniste de formation, il a publié de nombreux travaux dans le domaine des maladies infectieuses[8].
- 4 février à Pont-à-Mousson : Louis Camille Maillard, mort le 12 mai 1936 à Paris, médecin et chimiste français, dont le nom est parfois donné à des réactions de glycation (réactions de Maillard).
- 6 février à épinal : Alphonse Saladin, mort au Havre le 28 juillet 1956, sculpteur et conservateur de musée français.
- 16 février à Remiremont (Vosges) : Léon Werth, mort le 13 décembre 1955 à Paris, est un romancier, essayiste, critique d'art et journaliste français, mais d'autres qualificatifs, cités par son biographe, le définissent d'une manière plus explicite pour comprendre son œuvre : libertaire, antimilitariste, soldat des tranchées, nageur, danseur, voyageur, cycliste, poète et observateur, dévoreur de vie, familier des peintres Vlaminck, Pierre Bonnard, Francis Jourdain, et Paul Signac, ami d'Octave Mirbeau et de Saint-Exupéry.
- 3 mars à Charny-sur-Meuse : Louis Le Bondidier, mort le 8 janvier 1945 à Lourdes[9], pyrénéiste et collectionneur français, fondateur et premier conservateur du Musée pyrénéen de Lourdes. Il est indissociable de son épouse, Marguerite Liouville, dite Margalide
- 25 mars à Viterne : Louis Georges Sencert, mort à 4 mars 1924 à Strasbourg, médecin français, professeur de chirurgie à Nancy et à Strasbourg, pionnier de la greffe vasculaire et nerveuse, spécialiste de la chirurgie de l’œsophage.
- 3 avril à Verdun : Aline Caro-Delvaille, née Aline Fernande Lévy , traductrice, femme de lettres et conférencière française. Elle est la tante de l'ethnologue français, Claude Lévi-Strauss et l'épouse du portraitiste Henry Caro-Delvaille.
- 7 mai à Sarrebourg : Wilhelm Rieger (décédé en 1971), économiste allemand. Il est l'auteur de plusieurs ouvrages dans ce domaine[10].
- 9 mai à Oron (Moselle) : Paul Guth, pseudonyme d'Auguste Guillaume Guth, ébéniste français, mort le 9 juillet 1918 à Laxou[11].
- 14 juin à Charpentry : Jean Goulden, mort le 14 novembre 1946 à Reims (Marne), médecin et artiste décorateur français.
- 19 juillet à Sarreguemines : Hugo Karl (décédé en 1944), général allemand de la Seconde Guerre mondiale. Il était déjà Hauptmann (capitaine), pendant la Première Guerre mondiale.
- 22 juillet
  - à Nancy : 
    - Charles Berlet, mort le 13 avril 1941, militant royaliste lorrain et écrivain régionaliste français.
    - Lucien Febvre, mort le 25 septembre 1956 à Saint-Amour (Jura), historien moderniste français qui a eu une forte influence sur l'évolution de cette discipline, notamment à travers l'École des Annales, revue d'histoire et de sciences sociales qu'il a fondée avec Marc Bloch, et à travers la VIe section de l'École pratique des hautes études qu'il a fondé en 1947 (devenue ensuite EHESS).

  - à Saint-Quirin : Jules Wolff, mort le 25 mai 1955 à Paris, instituteur et homme politique français.
- 23 août à Toul : André Pierre Louis Boris, mort le 30 juin 1946 à Paris, militaire français, Général de corps d'armée au Service de l'inspection générale de l'artillerie (1940).
- 2 septembre à Moyenmoutier : Émile Glay (mort le 24 février 1936) ,  instituteur français, fondateur en 1920 du Syndicat national des instituteurs dont il devient secrétaire général adjoint. Indissociable de Louis Roussel, il joue en tandem avec lui un rôle majeur de 1909 à 1932 dans l'organisation collective des instituteurs au niveau national (Fédération des amicales puis SNI).
- 4 septembre à Minorville : Jules Chamvoux, homme politique français décédé le 14 décembre 1934 à Paris.
- 17 septembre à Lunéville : Louis Émile Georges Gratia, mort à Clichy le 31 octobre 1962, musicien, compositeur, musicologue, éditeur de musique et arrangeur musical français.
- 24 octobre à Tromborn : Jules Islert, mort le 15 octobre 1938 dans le 5e arrondissement de Paris[12], militaire français qui a notamment commandé le régiment de sapeurs-pompiers de Paris.
- 22 décembre à Vittel : Jean Bouloumié (mort le 3 mars 1952 dans cette même ville) fut maire et conseiller général de Vittel, directeur de la station thermale de Vittel et de la Société des Eaux de Vittel pendant près de 40 ans.

## Décès

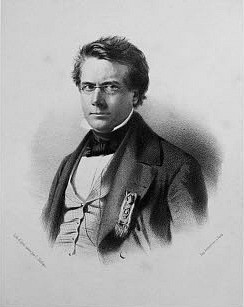
Charles François Woirhaye (1798-1878)

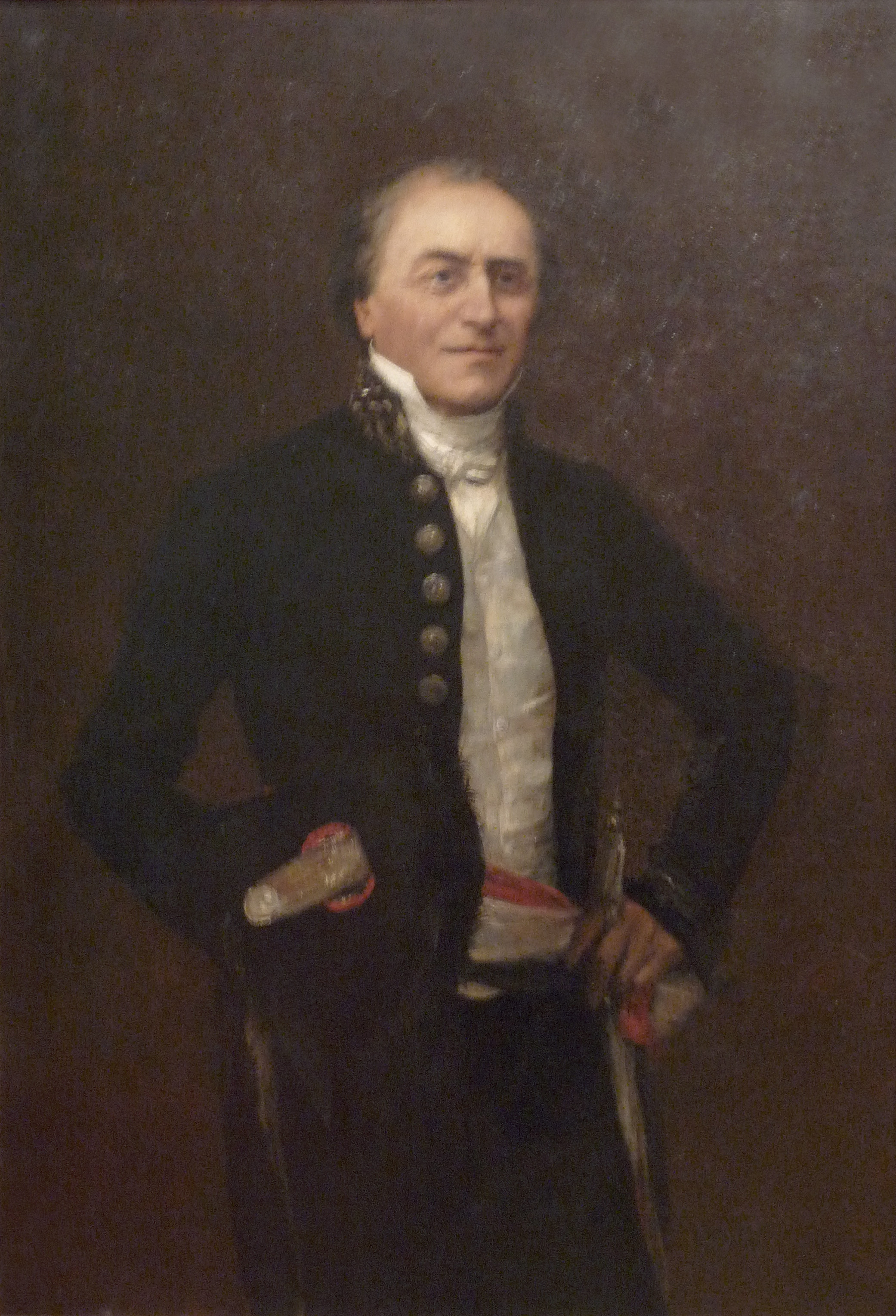
Paulin Gillon par Jules Bastien-Lepage

- 11 janvier à Nancy : Charles François Woirhaye né le 31 mai 1798 à Metz, en Moselle[13]. Homme politique français.
- 4 juillet à Nancy : Isidore Didion (1798-1878), mathématicien et général français du XIXe siècle.
- 1 novembre à Nubécourt (Meuse) : Paulin Gillon, né le 22 juin 1796 à Nubécourt (Meuse), avocat et homme politique français qui fut maire de Bar-le-Duc et député de la Meuse de 1848 à 1851 et de 1871 à 1876.
- 20 novembre à Spincourt : Eugène Billy [4], né à Metz en Moselle, le 30 mars 1830, député français, actif sous la Troisième République. Il fut député de la Meuse de 1871 à 1878.
- 1 décembre à Cirey-sur-Vezouze : Jean-Pierre Napoléon Eugène Chevandier de Valdrome, homme politique, exploitant forestier et industriel français, né le 17 août 1810 à Saint-Quirin (Meurthe). Il est promu commandeur de la Légion d’honneur de la promotion du 14 août 1869.
- 28 décembre : Pierre-François Hennocque (né le 16 octobre 1788 à Blicourt), militaire et homme politique français.